# 永川长江大桥
永川长江大桥，是位于中国重庆市的一座双塔双索面混合梁斜拉桥，跨越长江，连接永川区松溉镇与江津区石蟆镇，是重庆三环高速公路的关键性工程，同时也是永川区第一座长江大桥，重庆市境内最上游的一座长江大桥。大桥全长1895.8米，于2008年12月12日举行奠基仪式，2014年12月25日正式通车。
大桥的建成将成渝、渝泸、渝黔等高速公路和重庆港、永川港区紧密串联起来，有利于重庆市形成水陆联运交通体系，也是四川和重庆南下出海新通道。大桥亦获得了2014～2015年度第二批中国建设工程鲁班奖和2014年重庆市年度“三峡杯”优质结构工程奖等奖项。

## 设计
大桥最初设计为双塔悬索桥型，跨径组合为24×30米结构连续T型梁+（192+548+192）米双塔三跨连续悬索桥+30米T型梁，主桥采用流线型钢箱梁，全长1697米。 后来，为了大桥造型更加美观，而变更设计为斜拉桥。
最终确定设计的大桥总长1895.8米，由主桥和北岸引桥组成。主桥为七跨连续半漂浮体系的双塔双索面混合梁斜拉桥，桥跨布置为：64米+2×68米+608米+2×68米+64米，全长1008米，其中主跨长608米，采用41个PK断面钢箱梁节段，边跨采用同外形的PK混凝土箱梁；引桥采用分幅式30米简支变连续T型梁方案，全幅桥宽33.5米，共29孔分6联，由406片预制T型梁组成，配跨为：5×30米+5×30米+5×30米+5×30米+5×30米+4×30米，全长879.8米。
大桥的双主塔设计为钻石型，其中永川侧（北岸）塔高196.7米，江津侧（南岸）塔高207.4米；斜拉索按扇形布置，每一扇面由19对斜拉索组成，全桥共设76对共152根斜拉索，其中最轻的为3.88吨，最重的为24.2吨，其张拉力最大为398吨，这些斜拉索锚固于索塔的上塔柱内，除1号斜拉索采用混凝土锚块外，其余均采用钢锚梁形式锚固。整座大桥共有214根桩基，其中钻孔灌注桩104根，人工挖孔桩110根；每座主塔有24根桩，两岸共48根，桩径2.5米，有效桩长30米和40米。
大桥共用钢筋1.7万吨，混凝土13万立方米；主塔承台厚6米，绑扎钢筋约685吨，浇筑混凝土约5400立方米。
大桥采用双向六车道高速公路标准，设计车速为80公里/小时，桥涵设计荷载为公路-I级。

## 建设历程
- 2003年1月，重庆市政府通过《重庆市高速公路网规划》（2003年—2020年），重庆三环高速公路的修建列入规划中，永川段需要跨越长江[10]。
- 2008年12月12日，大桥奠基仪式在重庆市永川区松溉镇松江村大陆溪举行。[1]
- 2013年5月6日，大桥北岸主塔正式封顶。[11]
- 2013年12月15日16时，大桥最后一块钢箱梁吊装完成，主桥成功合龙。[12]
- 2014年12月25日12:18，重庆三环高速公路永川至江津段（含永川长江大桥）正式向社会车辆开放。[3]